# IPad Pro
De iPad Pro is een model van de iPad en wordt ontworpen en verkocht door Apple Inc. en wordt gefabriceerd door Foxconn. De iPad Pro werd voor het eerst aangekondigd op 9 september 2015.

## Modellen

### iPad Pro (eerste generatie)
De iPad Pro is de eerste pro-versie van de iPad van het Amerikaanse bedrijf Apple Inc. Hij werd aangekondigd op 9 september 2015 en is sinds september van dat jaar verkrijgbaar. De iPad Pro is 6,9 mm dik en heeft hetzelfde gewicht als de originele iPad uit 2010, dit terwijl de iPad Pro 78% groter schermoppervlak heeft. Het model beschikt over een 64 bit-Apple A9X-processor met de M9-coprocessor, tevens is de Pro voorzien van vier luidsprekers die samen voor een stereo-geluid zorgen. Het model was verkrijgbaar in twee formaten: een met een schermdiagonaal van 9,7 inch en de andere met een van 12,9 inch.
Bij dit nieuwe model werd tot slot ook de Smart Connector aan de zijkant van deze iPad aangekondigd, waarmee Apples Smart Keyboard, dat speciaal is ontworpen voor de iPad Pro, aangesloten kan worden zonder gebruik te hoeven maken van bluetooth of andere draadloze technologieën. Daarnaast introduceerde Apple de Apple Pencil als accessoire voor de iPad Pro, een drukgevoelige stylus die het samen met de nauwkeurige touch-technologie mogelijk maakt de iPad als tekentablet te gebruiken.

### iPad Pro (tweede generatie)
De tweede generatie iPad Pro werd aangekondigd op 5 juni 2017. Het model heeft een A10X Fusion-processor, standaard 64 GB opslag, en een nieuwe uitvoering met een schermdiagonaal van 10,5 inch. Dit vervangt het model van 9,7 inch, aangezien het toestel qua grootte gelijk bleef, maar de randen veel kleiner zijn geworden. Na de bekendmaking werd de levering van eerste generatie beëindigd.

### iPad Pro (derde generatie)
De derde generatie van de iPad Pro werd aangekondigd op 30 oktober 2018 en is sinds november van dat jaar verkrijgbaar. De iPad Pro is 5,9 mm dik en heeft een 64 bit-Apple A12X Bionic-processor met de M12-coprocessor. Dit toestel heeft een heel andere vormgeving: de randen zijn veel dunner, de thuisknop is verdwenen en Face ID heeft zijn intrede bij de iPad gemaakt. Er zijn weer twee verschillende schermformaten; 11 inch en 12,9 inch deze keer die beide over een edge-to-edge-Liquid Retina Display bevatten.
Met de komst van de nieuwe iPad Pro heeft Apple tevens de Apple Pencil 2 uitgebracht. Deze wordt nu op de zijkant van de iPad geplaatst en geladen.

### iPad Pro (vierde generatie)
De vierde generatie iPad Pro werd aangekondigd op 18 maart 2020, met dezelfde schermformaten als de vorige generatie. Dit toestel heeft een opnieuw ontworpen cameramodule, een Apple A12Z-processor, minimaal 128 GB opslag, een LiDAR-sensor en ondersteuning voor de Magic Keyboard-hoes.

### iPad Pro (vijfde generatie)
De vijfde generatie iPad Pro werd aangekondigd op 20 april 2021, met hetzelfde ontwerp en schermformaten als de vorige generatie. Dit toestel beschikt over een Apple M1-processor, 5G-connectiviteit, Thunderbolt 3/USB4-connectiviteit (tot 40 Gbit/s), externe display-uitvoer tot 6K-resolutie, 8 of 16 GB RAM. De 12,9 inch-variant heeft een mini-LED-display dat door Apple het "Liquid Retina XDR"-display genoemd wordt.

### iPad Pro (zesde generatie)
De zesde generatie iPad Pro werd aangekondigd op 18 oktober 2022, samen met de tiende generatie iPad. Ze gebruiken hetzelfde ontwerp als de vorige generaties, een ontwerp dat al dateert van 2018. Het toestel bevat een Apple M2-processor, Apple Pencil Hover (een functie waarmee het scherm een Apple Pencil kan detecteren dat tot 12 mm boven het scherm zweeft) en ProRes video-opnamemogelijkheden (beperkt tot 1080p voor 128 GB opslag en tot 4K voor modellen met minimaal 256 GB opslag).

### iPad Pro (zevende generatie)
De zevende generatie iPad Pro werd aangekondigd op 7 mei 2024, samen met de zesde generatie iPad Air. Deze generatie heeft een opnieuw ontworpen behuizing die dunner is dan de vorige generaties. Het toestel bevat een Apple M4-processor, een landschapscamera met een Face ID-array en een Tandem OLED-display, dat door Apple het "Ultra Retina XDR-display" genoemd wordt. De basisopslag werd verhoogd naar 256 GB, met een optie om uit te breiden tot 2 TB opslag.